# Pietro Valenzano
Pietro Valenzano (Sesto San Giovanni, 2 gennaio 1940) è un ex calciatore italiano, di ruolo mezzala sinistra.

## Carriera
Cresciuto nella Marconi di Sesto San Giovanni, passa alla Pro Sesto dove gioca sedicenne la sua prima partita in IV Serie il 25 novembre 1956, Pro Sesto-Varese (0-1), poi passa all'Inter dove gioca nelle giovanili, ceduto al Lecco nella massima serie esordisce in Serie A il 4 dicembre 1960 nella partita Lecco-Napoli (1-0)  poi passa per qualche mese al Napoli senza giocare in prima squadra. Nelle stagioni successive gioca con il Cesena e il Fanfulla in Serie C, la Solbiatese e la Gallaratese in Serie D, dopo ritorna alla Pro Sesto nella stagione 1965-1966.